# Orieszkowo (rejon łuchowicki)
Orieszkowo (ros. Орешково) – osiedle w Rosji, w obwodzie moskiewskim, w rejonie łuchowickim. W 2021 liczyło 632 mieszkańców.